# Pardubická kotlina
Pardubická kotlina je geomorfologický podcelek v jihovýchodní části Východolabské tabule, ležící v okresech Hradec Králové a Náchod v Královéhradeckém kraji, v okresech Pardubice, Chrudim a Ústí nad Orlicí v Pardubickém kraji a v okrese Kolín ve Středočeském kraji.

## Poloha a sídla

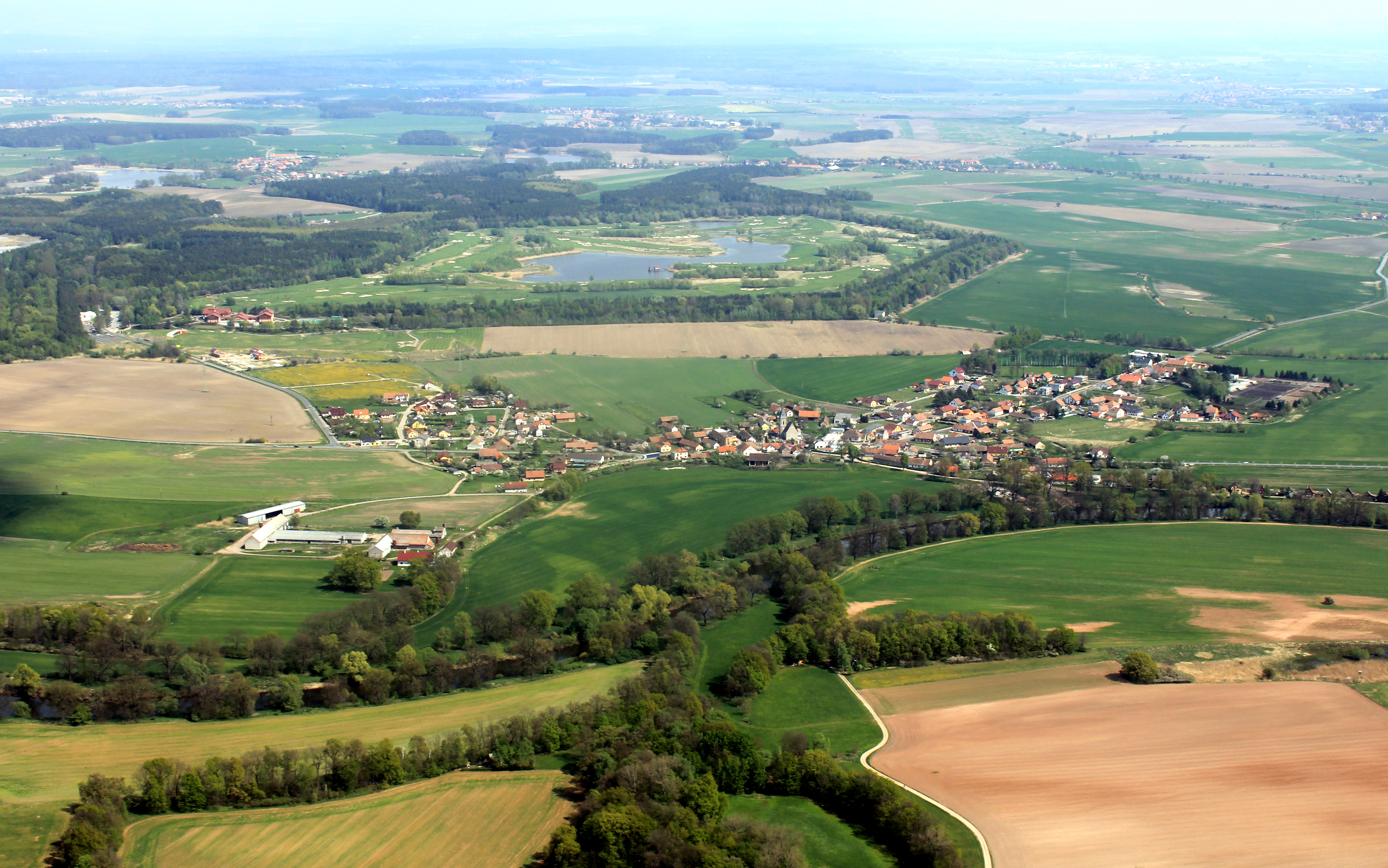
Rozhraní Sezemické kotliny, Holické tabule a Východolabské nivy u obce Dříteč

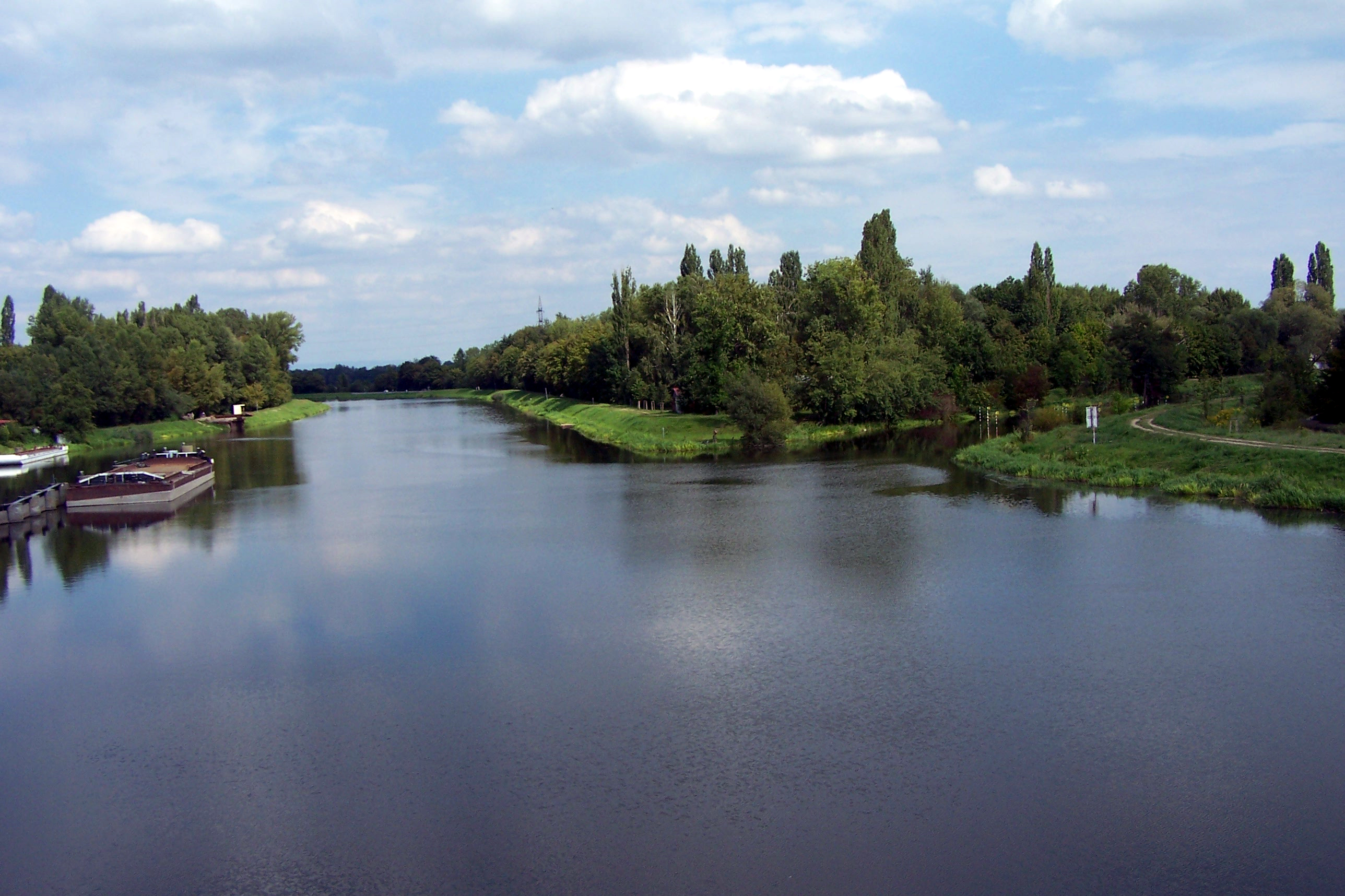
Soutok Labe a Chrudimky z pardubického zdymadla

Území podcelku se rozkládá zhruba mezi sídly Heřmanice (okres Náchod) (na severu), Vysoká nad Labem (na středovýchodě), Vraclav (na jihovýchodě), Ostřešany a Přelouč (na jihu), Týnec nad Labem (na jihozápadě) a Křičeň (na středozápadě). Uvnitř podcelku leží titulní krajské město Pardubice, další krajské město Hradec Králové (část) a Lázně Bohdaneč, Smiřice, Dašice, Holice, Sezemice, Holice, Jaroměř (část) a Rybitví.

## Geomorfologické členění
Podcelek Pardubická kotlina (dle značení Jaromíra Demka VIC–1C) náleží do celku Východolabská tabule. Dále se člení na osm okrsků: Smiřická rovina (VIC–1C–1) na severovýchodě, Kunětická kotlina (VIC–1C–2) uprostřed, Kladrubská kotlina (VIC–1C–3) na jihozápadě, Východolabská niva (VIC–1C–4) v ose, Holická tabule (VIC–1C–5) na východě, Dašická kotlina (VIC–1C–6) na jihovýchodě, Sezemická kotlina (VIC–1C– 7) na východě a Nemošická tabule (VIC–1C–8) na jihu.
V podrobnějším členění Balatky a Kalvody má Pardubická kotlina pět okrsků: Královéhradecká kotlina, Kunětická kotlina, Přeloučská kotlina, Dašická kotlina a Holická tabule.
Kotlina sousedí s dalším podcelkem Východolabské tabule, Chlumeckou tabulí na západě, a s celky Orlická tabule na východě a severu, Svitavská pahorkatina na jihu a Železné hory na jihozápadě.
Kompletní geomorfologické členění celé Východolabské tabule uvádí následující tabulka:
| Geomorfologické členění Východolabské tabule                           | Geomorfologické členění Východolabské tabule | Geomorfologické členění Východolabské tabule |
| ---------------------------------------------------------------------- | -------------------------------------------- | -------------------------------------------- |
| ČESKÁ VYSOČINA • Česká tabule • Východočeská tabule                    |                                              |                                              |
| CIDLINSKÁ TABULE                                                       | Novobydžovská tabule                         | Holý (323 m)                                 |
| CIDLINSKÁ TABULE                                                       | Ostroměřská tabule                           |                                              |
| CIDLINSKÁ TABULE                                                       | Nechanická tabule                            |                                              |
| CHLUMECKÁ TABULE                                                       | Velichovecká tabule                          | Na šancích (352 m)                           |
| CHLUMECKÁ TABULE                                                       | Libčanská plošina                            |                                              |
| CHLUMECKÁ TABULE                                                       | Barchovská plošina                           |                                              |
| CHLUMECKÁ TABULE                                                       | Krakovanská tabule                           |                                              |
| CHLUMECKÁ TABULE                                                       | Dobřenická plošina                           |                                              |
| CHLUMECKÁ TABULE                                                       | Urbanická brána                              |                                              |
| PARDUBICKÁ KOTLINA                                                     | Smiřická rovina                              |                                              |
| PARDUBICKÁ KOTLINA                                                     | Kunětická kotlina                            | Kunětická hora (315 m)                       |
| PARDUBICKÁ KOTLINA                                                     | Kladrubská kotlina                           |                                              |
| PARDUBICKÁ KOTLINA                                                     | Východolabská niva                           |                                              |
| PARDUBICKÁ KOTLINA                                                     | Holická tabule                               |                                              |
| PARDUBICKÁ KOTLINA                                                     | Dašická kotlina                              |                                              |
| PARDUBICKÁ KOTLINA                                                     | Sezemická kotlina                            |                                              |
| PARDUBICKÁ KOTLINA                                                     | Nemošická tabule                             |                                              |
| PROVINCIE • Subprovincie • Oblast / Celek / PODCELEK • Okrsek • Vrchol |                                              |                                              |

## Významné vrcholy

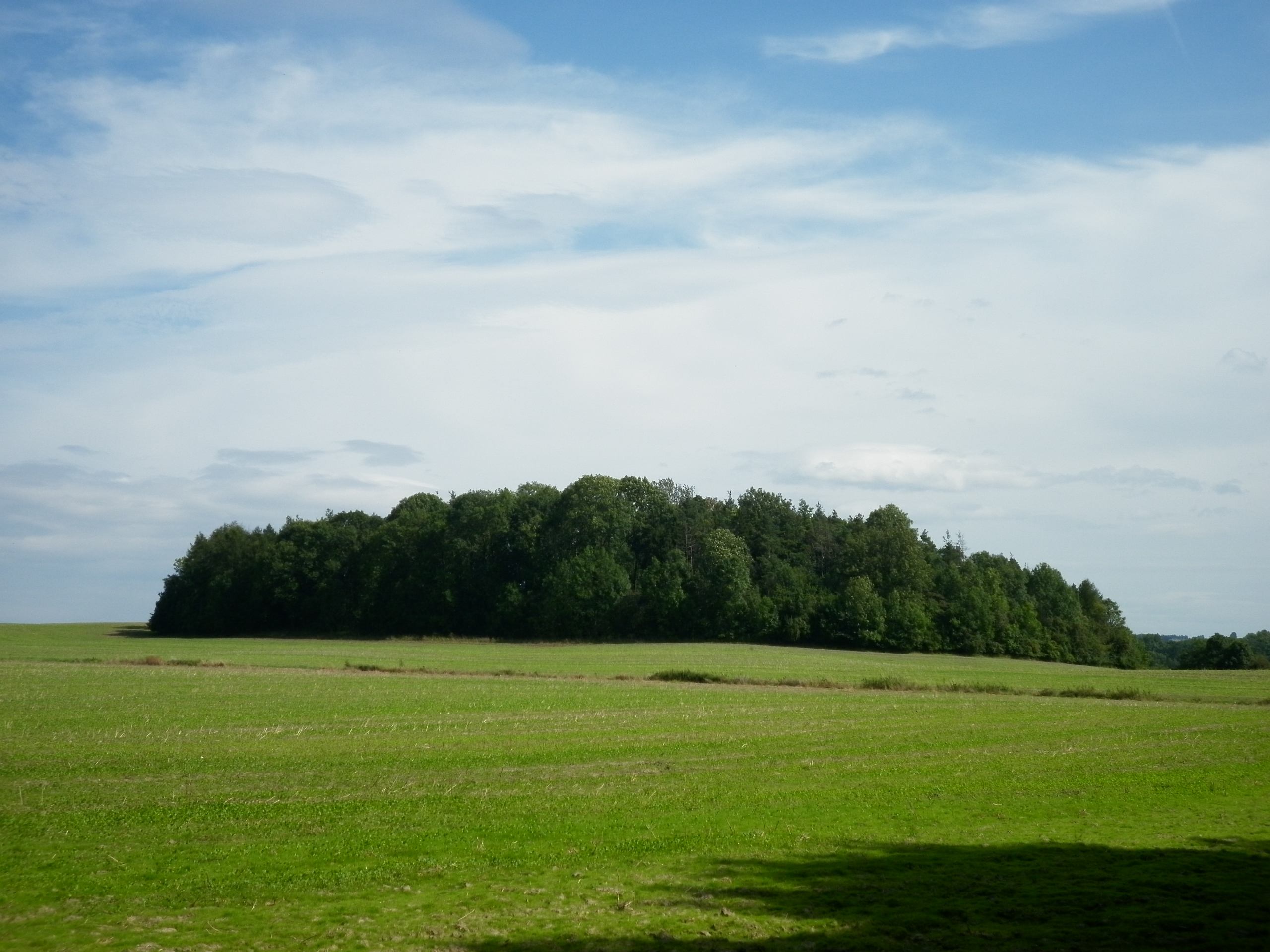
Vrch Borek

Nejvyšším bodem Pardubické kotliny je Kunětická hora (315 m n. m.).
| název vrcholu  | výška (m n. m.) | podřazená jednotka |
| -------------- | --------------- | ------------------ |
| Kunětická hora | 315             | Kunětická kotlina  |
| Sychrova       | 289             | Holická tabule     |
| Žernov         | 277             | Holická tabule     |
| Hořánek        | 265             | Holická tabule     |
| Na Svatém      | 265             | Smiřická rovina    |
| Borek          | 258             | Dašická kotlina    |
| Praskačka      | 241             | Smiřická rovina    |
| Kladivo        | 239             | Kunětická kotlina  |
| Vesecký kopec  | 238             | Dašická kotlina    |
| V Horkách      | 235             | Kunětická kotlina  |
| Cháby          | 228             | Smiřická rovina    |
| Lhotka         | 225             | Kladrubská kotlina |
| Hranický       | 225             | Kunětická kotlina  |